# Pauline Coatanea
Pauline Coatanea (Saint-Renan, 6 juli 1993) is een handbalspeler, lid van de Franse nationale ploeg.

## Carrière

### Club
Coatanea begon op achtjarige leeftijd met handballen bij de Franse club Locmaria Handball. Daar speelde ze met Maud-Éva Copy in een jeugdteam. Daarna ging ze naar Arvor 29. Bij Arvor 29 speelde ze tussen 2010 en 2012 in totaal zes eersteklassewedstrijden, waarin ze twee doelpunten maakte.
Met ingang van 2012/13 ging Coatanea voor de Franse tweedeklasser Nantes Loire Atlantique Handball spelen. In 2013 vierde ze met Nantes het kampioenschap van de tweede divisie, waarmee de club voor het eerst promoveerde naar de hoogste Franse divisie. In seizoen 2015/15 speelde ze met Nantes in de EHF Cup, maar werd al in de 3e ronde uitgeschakeld. Een seizoen later was ze aanvoerder van Nantes Atlantique en bereikte ze met Nantes de kwartfinales van de EHF cup. Ze maakte 53 doelpunten in dat toernooi. Daarna verhuisde ze naar Brest Bretagne Handball, de opvolger van Arvor 29. Met Brest won ze de Franse beker in 2018 en 2021 en het Franse kampioenschap in 2021.

### Nationaal team
Pauline Coatanea eindigde als tiende op het EK Onder-19 2011 met het Franse nationale damesteam voor junioren. Tijdens het toernooi scoorde ze 29 doelpunten. Het jaar daarop werd ze tweede op het WK U-20. Aan het einde van het toernooi werd ze gekozen in het all-star-team.